# 29443 Remocorti
29443 Remocorti là một tiểu hành tinh vành đai chính với chu kỳ quỹ đạo là 1263.7661875 ngày (3.46 năm).
Nó được phát hiện ngày 13 tháng 7 năm 1997.